# Charency-Vezin
 Charency-Vezin  es una población y comuna francesa, en la región de Lorena, departamento de Meurthe y Mosela, en el distrito de Briey y cantón de Longuyon.

## Demografía
| 621 | 648 | 591 | 557 | 505 | 563 |
| Para los censos de 1962 a 1999 la población legal corresponde a la población sin duplicidades (Fuente: INSEE [Consultar]) |     |     |     |     |     |